# Molopidius
Molopidius is een geslacht van kevers uit de familie van de loopkevers (Carabidae). De wetenschappelijke naam van het geslacht is voor het eerst geldig gepubliceerd in 1942 door Jeannel.

## Soorten
Het geslacht Molopidius is monotypisch en omvat slechts de volgende soort:
- Molopidius spinicollis Dejean, 1828